# Estatut d'autonomia

Règim d'accés estatutari segons comunitat i any d'aprovació del primer estatut
Via Lenta - Autonomia Reduïda (art. 143)
Via Especial - Nacionalitats Històriques (art. 151)
Via Excepcional - Amillorament del Fur, Ceuta i Melilla (art. 144)

L'estatut d'autonomia és la norma bàsica d'una comunitat autònoma espanyola, reconeguda per la Constitució espanyola de 1978 en el seu article 147. Amb aquesta naix la Comunitat Autònoma. Als estatuts s'hi recull, segons mana l'art. 147.2 CE, el nom de la comunitat, la seva delimitació territorial, els noms i les seus dels òrgans autonòmics, les competències que s'hi assumeixen i les llengües oficials d'aquell territori.

## Fonament legal
Els estatuts d'autonomia estan reconeguts a la Constitució espanyola del 1978 i hi són regulats la seua elaboració i modificació.
Els Estatuts d'Autonomia formen part de l'ordenament jurídic de l'Estat però el seu règim d'elaboració i aprovació és diferent de la resta de lleis orgàniques. Aquests, tenen el rang de Llei Orgànica i per tant, necessiten una votació favorable de la majoria absoluta dels membres del Congrés dels Diputats espanyol. A vegades, han de passar per un referèndum per sufragi dels membres de la comunitat autònoma per tal de ser aprovats; un exemple, entre d'altres, seria Catalunya el 1932, el 1979 i el 2006.gener 2019
La norma que aprova un estatut i l'estatut mateix són la mateixa norma. Així, la llei orgànica és "l'acte formal que li dona força d'obligar i li confereix valor com a norma" i l'estatut és "la part del text legal que conté la regulació material".
Les úniques normes que estan per sobre dels estatuts són la Constitució Espanyola, les normes de dret comunitari i els tractats internacionals vàlidament celebrats.gener 2019 Cap llei posterior no pot contradir el que s'estableix en els estatuts, donat que aquests no es poden modificar sinó és mitjançant el procediment previst a l'article 147.3 de la Constitució Espanyola. Així, els estatus d'autonomia poden emprar-se com a criteri per a declarar la inconstitucionalitat de lleis. Les normes autonòmiques estan per sota de l'estatut, de manera que són nules i inconstitucionals.

### Creació dels estatuts autonòmics
Perquè es cree un estatut cal haver prèviament un acte d'iniciativa autonòmica. És a dir, primer cal que hi haja una expressa voluntat d'un territori subestatal de constituir-se en comunitat autònoma perquè s'inicie la següent fase que seria l'elaboració d'un estatut d'autonomia.
L'elaboració de l'estatut pot fer-se per dos procediments bàsics: el comú de l'art. 146 i l'especial de l'art. 151.2. Se li suma un procediment especial per tràmits ordinaris per a elaborar lleis orgàniques (art. 144b) i un altre per a l'amillorament del fur navarrès.

### Modificació dels estatuts autonòmics
La modificació dels estatuts autonòmics està regulat per la Constitució del 1978 (arts. 81 i 147.3 CE) i es pot produir per diverses vies:
Dos vies genèriques
Les vies establides per la Constitució es caracteritzen per una ambigüitat. Segons explica Arroyo Gil, l'estat central no pot alterar unilateralment els estatuts d'autonomia, requerint de l'expressió de la voluntat autonòmica (parlament autonòmic) i l'estatal (perquè les Corts Generals l'aproven en forma de llei orgànica).
Els estatuts creats mitjançant l'art. 151 requereixen per a la seua reforma l'aprovació de les Corts Generals i l'aval popular mitjançant referèndum. Els creats via l'art. 143 no el requereixen.
El referèndum no podia fer-se sobre els projectes de llei orgànica (afectant per tant als d'estatuts d'autonomia) fins a la reforma introduïda de la Llei Orgànica del Tribunal Constitucional de 1985. La reforma feta el 2015 sobre aquesta mateixa llei va reintroduir el recurs previ d'inconstitucionaltat per a projectes d'estatut d'autonomia, recurs que s'havia de resoldre abans de la celebració del referèndum.
En els casos gallecs i català, els seus reglaments (art. 128 del Parlament de Galícia i l'art. 115 de Parlament de Catalunya) estableixen els procediments. La proposta de llei ha de provenir de la cinquena part dels diputats parlamentaris i de dos grups parlamentaris.
En els casos asturià, murcià i valencià, es demana una part de la cambra dels diputats parlamentaris: Astúries i Múrcia una quarta part i al País Valencià, una cinquena part. La iniciativa ha de vindre de diputats o membres de l'executiu.
La iniciativa pot vindre del Senat, el Congrés dels Diputats i el Govern d'Espanya. En els estatuts d'autonomia d'Astúries, La Rioja, Madrid i Múrcia la inicitiva pot provenir d'un nombre de municipis: Múrcia (un terç), Astúries (2 terceres parts), La Rioja i Madrid (dos terceres parts). La iniciativa legislativa popular no està recollida en cap estatut.
La tramitació parlamentària en les assemblees regionals és de quatre tipus:
- Casos de reglament parlamentari que remet al procediment legislatiu ordinari (Andalusia art. 128.1, Aragó art. 151, Astúries art. 161, Balears art. 137.1, Canàries art. 143.1, Cantàbria art. 115, Castella-La Manxa art. 159, Catalunya art. 115, Galícia art. 128.1, Extremadura art. 124.1, Madrid art. 156.2, Múrcia arts. 148.1 i 141, País Valencià art. 123.1).
- Casos de procediment establit a l'estatut sense fer referència al procediment ordinari (Castella i Lleó art. 124 i La Rioja art. 113).
- El Reglament de Navarra és un cas en sí (art. 159).
- Casos que no hi ha regulació establida. És el cas basc.

Hi ha casos que el procediment pot estar condicionat per si és una reforma total o parcial (cas extremeny, de Cantàbria i canari).
Els procediments quan arriben a les Corts Generals des dels parlaments autonòmics estan regulats per les resolucions del Congrés de 16 de març de 1993 i de la Presidència del Senat de 30 de setembre de 1993. L'estatut de Navarra segueix un procediment distint, ja que no pot ser esmenat a les Corts Generals.
Reforma segons art. 148.2 CE
Aquest procediment serveix per a ampliar les competències dels estatuts creats per la via de l'art. 143 CE.
Reforma constitucional (modificació no formal)
Aquesta reforma canviaria el model del repartiment dels poders dels territoris, com seria el cas de convertir-se en un estat unitari o un estat federal o modificant la naturalesa de l'estatut o l'organització institucional de les comunitats autònomes o les llistes de competències.
Mutació derivada d'acords internacionals (modificació no formal)
Amparat per l'art. 93 de la Constitució, amb una llei orgànica es poden cedir competències atorgades a comunitats autònomes a una organització internacional.
Mutació derivada d'una llei estatal en matèria econòmica (modificació no formal)
L'estat central pot envair la competència econòmica de les comunitats autònomes i tornar-li-les quan acabe el pla econòmic general.
Lleis orgàniques de transferència i delegació (modificació no formal)
L'Estat central pot cedir competències via llei orgànica (Art. 150.2 CE).
Lleis marc (modificació no formal)
Fonamentat en l'art. 150.1 CE, similar a l'anterior, permet a partir d'una llei marc (estatal) desenvolupar-la des de les lleis de les comunitats autònomes.
Lleis d'harmonització (modificació no formal)
Segons l'art. 150.3 CE, l'Estat pot alterar unilateralment amb lleis d'harmonització.
Per situacions excepcionals (modificació no formal)
En els arts. 116 i 155 CE, s'estableix que per solucionar situacions extremadament greus es poden prendre mesures.
Mutació per interpretació jurisprudencial de continguts estatutaris (modificació no formal)
Les sentències del Tribunal Constitucional poden suposar canvis no formals.

### Polèmiques legals
El recolliment de drets estatutoris plantejà polèmiques com: si posar-los en un estatut d'autonomia és el més convenient i si sí ho és, quin límit hi ha per a establir-ne'n. Aquesta diferència de tractament dels ciutadans d'una comunitat autònoma respecte d'altres podria no ser admesa per la Constitució.
El Tribunal Constitucional declarà en STC 247/2007 i STC 31/2010 que l'abast d'aquests drets era de valor interior. Els límits per a aquests drets serien: que aquestes declaracions de drets respecten els drets fonamentals constitucionals dels espanyols (CE arts. 53.1 i 81.1) i la competència reservada a l'Estat Central de regular la garantia de la igualtat dels espanyols a exercir els seus drets i obligacions.
En definitiva, els estatuts poden incloure catàlegs de drets i deures per no estar prohibit constitucionalment malgrat no estar recongut explícitament en la Constitució, sempre que estiga dins del marc de les competències atorgades. Així i tot, aquests drets i deures queden pràcticament inutilitzats.

## Història
Ja en la Segona República Espanyola tres corrents nacionalistes, el nacionalisme gallec, el nacionalisme basc i el nacionalisme català van tractar d'impulsar els seus estatuts d'autonomia abans de la creació de la que seria la Constitució de 1931. Altres iniciatives regionals subestatals, com van ser del País Valencià, Aragó, Andalusia i les Illes Balears, van també impulsar els projectes d'estatuts, malgrat que més tard.
Els estatuts d'autonomia van aparèixer per dos vies: per constitució d'un pacte (via article 151 de la Constitució espanyola del 1978) o per atorgació (via article 143 de la Constitució: "estatut atorgat").
Els estatuts foren aprovats en quatre onades:
- 18 de desembre de 1979: l'Estatut del País Basc i el de Catalunya.
- Entre 1981 i 1982: l'Estatut gallec (6 d'abril de 1981), l'Estatut andalús, asturià i de Cantàbria (30 de desembre de 1981), l'Estatut de La Rioja i Múrcia (9 de juny de 1982), l'Estatut valencià (1 de juliol de 1982) i l'Estatut aragonès, de Castella-La Manxa, Canàries i Navarra (10 d'agost de 1982).
- 25 de febrer de 1983: l'Estatut extremeny, de les Illes Balears, madrileny i de Castella i Lleó.
- 13 de març de 1995: l'Estatut de Ceuta i Melilla.

El març de 1994 part de les comunitats autònomes amb autonomia de segon grau van ser reformats per a augmentar les competències a un nivell similar a les de primer grau. Més tard, entre 1996 i 1999 es referen diverses reformes amb la mateixa finalitat.
L'octubre de 2003 es va començar a discutir el Pla Ibarretxe (o Estatut Polític de la Comunitat d'Esukadi), una reforma de l'Estatut d'autonomia basc. El desembre de 2004 aconseguí la majoria absoluta al Parlament basc per presentar-la al Congrés dels Diputats, on va ser rebutjat l'1 de febrer de 2005. Aquesta reforma inicià un debat sobre el model de l'Estat de les Autonomies espanyol.
Aquest debat provocaria a partir del 2006 i el 2007 una onada de reformes dels estatus d'autonomia. En aquesta onada, la proposta de reforma valenciana fou la pionera (abril de 2005). Les propostes de reforma que tingueren èxit foren, per ordre: la valenciana (abril de 2006), la catalana (juliol de 2006), la balear (febrer), l'andalusa (març), l'aragonesa (abril) i la de Castella i Lleó (novembre) (aquestes ho aconseguiren el 2007), la navarra (2010) i a Extremadura el 2011. Més endavant, la murciana el 2013. Els casos valencians i navarresos no foren textos nous, sinó meres reformes del text.
Les propostes que no tingueren èxit foren la gallega, la canària i la Castella-La Manxa:
Al parlament gallec s'inicià l'estudi d'una possible reforma el 2006 i el 29 de gener de 2007 fou sospès per les eleccions municipals. Després, el El PSOE i el Bloc Nacionalista Gallec pactaren modificar el preàmbul on deia "nacionalitat històrica" per ficar-hi "nació", cosa que va fer fracassar la reforma.
La reforma castellanomanxega s'inicià el 2007 i va tindre el vist-i-plau pel PSOE a la Comissió Constitucional del 21 d'abril de 2010 però va ser frustrada per la polèmica del transvasament Tajo-Segura entre el Partit Popular i el PSOE. El text reformat fou retirat l'11 de maig de 2010 per petició del PSOE quan anava a ser votat al Ple.
Aquesta onada de reformes dels estatus d'autonomia del 2006 i 2007 van incloure una sèrie de drets estatutaris. Aquests drets presenten una sèrie de problemes: la majoria confonen drets amb principis rectors i no diferèncien clarament els límits entre els drets constitucionals i els estatutaris.